# بانشو فلاديجيروف
بانشو فلاديجيروف (بالبلغارية: Панчо Владигеров) كان ملحنا بلغاريا. يمكن القول إن فلاديجروف هو الملحن البلغاري الأكثر نفوذاً في كل العصور. كان من أول من نجح في الجمع بين التعابير للموسيقى الشعبية البلغارية و الموسيقى الكلاسيكية. جزء من ما يسمى بالجيل الثاني من الملحنين البلغاريين، كان من بين الأعضاء المؤسسين لجمعية الموسيقى البلغارية المعاصرة (1933)، والتي أصبحت فيما بعد اتحاد الملحنين البلغاريين. شهد فلاديجروف بداية عدد من الأنواع في الموسيقى البلغارية، بما في ذلك سوناتا الكمان وبيانو ثلاثي. كان أيضًا معلمًا محترمًا للغاية. يشمل طلابه عمليا جميع الملحنين البلغاريين البارزين من الجيل القادم، مثل ألكسندر رايشيف وألكسندر يوسيفوف وستيفان ريمينكوف وغيرهم الكثير ، بالإضافة إلى عازف البيانو أليكسيس ويسنبرغ.

## وصلات خارجية
- بانشو فلاديجيروف على موقع IMDb (الإنجليزية)
- بانشو فلاديجيروف على موقع الموسوعة البريطانية (الإنجليزية)
- بانشو فلاديجيروف على موقع ميوزك برينز (الإنجليزية)
- بانشو فلاديجيروف على موقع ديسكوغز (الإنجليزية)